# Étoile Angers Basket
Maillots
Actualités
L'Étoile Angers Basket (anciennement Angers BC 49 et Étoile d'Or Saint-Léonard), est un club français de basket-ball évoluant en troisième division du championnat de France. Le club est basé à Angers en Maine-et-Loire.

## Historique
Fondé en 1982 de la fusion entre les clubs La Vaillante et CSJB (Centre sportif Jean Bouin). Le club démarre en National IV et monte très vite en National 3 pour la saison 1984-1985. Il y reste jusqu'en 1990. L'arrivée de l'entraîneur joueur Thierry Chevrier, un ancien de Cholet Basket, donne un nouvel élan. Dès sa première saison (1989-1990), il fait accéder le club à la Nationale 2. En 1994, c'est l'accession à la Pro B au terme d'un barrage contre Vichy.
En 1997-1998, Angers BC termine premier ex æquo de Pro B avec Levallois, il est devancé au point-average particulier par le club francilien qui accède à la Pro A. L'année 2000 marque un tournant négatif dans le parcours d'Angers BC. Thierry Chevrier parti après 11 saisons comme entraîneur, son successeur est François Steinebach. Le club est relégué en Nationale 1 et y reste deux saisons.
De retour en Pro B en 2003 sous l'impulsion de l'entraîneur Bertrand Van Butsele, le club angevin y connaît deux premières saisons difficiles en Pro B. Classé à chaque fois en situation de relégation, il bénéficie d'un repêchage. Mais l'arrivée d'Olivier Le Minor au cours de la saison 2004-2005 au poste d'entraîneur redonne de l'élan à ce club dirigé par Patrick Gautier et son équipe.
Lors de la saison 2005-2006, l'ABC participe aux play-offs de Pro B.
2006-2007 aurait dû être la saison de la confirmation, mais le départ de certains cadres de l'équipe (Scott Emerson, Terrence Durham, Andrius Ragauskas, Johann Ratieuville...) et les blessures de certains joueurs plongent le club dans un véritable marasme. Appelé fin janvier 2007 pour succéder à Olivier Le Minor, Mickaël Hay, ancien joueur emblématique du club, devient entraîneur mais Angers est relégué en NM1.
Le 26 octobre 2010, Angers reçoit le Limoges CSP lors des 32ede finale de la Coupe de France. Les Angevins résistent mais s'inclinent 48 à 66. Au terme de la saison 2013-2014, le club angevin monte en Pro B, mais redescend au niveau inférieur au terme de la saison 2014-2015. En mars 2017, l'ABC annonce sa fusion avec l'Étoile d'Or Saint Léonard Angers qui donne naissance à l'Étoile Angers Basket. Après un passage en NM2 lors de la saison 2017-2018, Angers revient en NM1 pour la saison 2018-2019. 
En 2021-2022, l'EAB remporte le championnat de NM1 et est promu en Pro B. L'année suivante, Angers joue la finale de la Leaders Cup Pro B du 17 au 19 février à St Chamond contre Boulazac et la remporte. C'est la première fois qu'un promu remporte ce titre.

## Bilan sportif

### Palmarès
| Compétitions nationales |
| - Leaders Cup Pro B (1) : - Champion : 2023 - Championnat de France de NM1 (1) : - Champion : 2022 - Coupe de France Amateur (2) : - Champion : 1992, 1994 - Trophée du Fair-Play (1) : - Champion : 2003 |

### Bilan saison par saison
| Saison  | Niveau | Division   | Classement | Play-Offs         |
| ------- | ------ | ---------- | ---------- | ----------------- |
| 1996-97 | 2      | Pro B      | 5          | -                 |
| 1997-98 | 2      | Pro B      | 2          | -                 |
| 1998-99 | 2      | Pro B      | 3          | -                 |
| 1999-00 | 2      | Pro B      | 10         | -                 |
| 2000-01 | 2      | Pro B      | 16         | -                 |
| 2001-02 | 3      | National 1 | 7          | -                 |
| 2002-03 | 3      | National 1 | 2          | -                 |
| 2003-04 | 2      | Pro B      | 16         | -                 |
| 2004-05 | 2      | Pro B      | 13         | -                 |
| 2005-06 | 2      | Pro B      | 8          | 1/4 de finale     |
| 2006-07 | 2      | Pro B      | 18         | -                 |
| 2007-08 | 3      | National 1 | 6          | -                 |
| 2008-09 | 3      | National 1 | 5          | -                 |
| 2009-10 | 3      | National 1 | 7          | Finaliste         |
| 2010–11 | 3      | National 1 | 3          | 1/2 finale        |
| 2011–12 | 3      | National 1 | 11         | -                 |
| 2012–13 | 3      | National 1 | 12         | -                 |
| 2013–14 | 3      | National 1 | 2          | Champion          |
| 2014–15 | 2      | Pro B      | 18         |                   |
| 2015–16 | 3      | National 1 | 8          | 1/2 finales       |
| 2016–17 | 3      | National 1 | 15         | Relégation        |
| 2017–18 | 4      | National 2 | 2          | 1/2 finales       |
| 2018–19 | 3      | National 1 | -          | Tour préliminaire |
| 2019–20 | 3      | National 1 | -          | -                 |
| 2020–21 | 3      | National 1 | -          | -                 |
| 2021–22 | 3      | National 1 | 1          | Champion          |

## Identité du club

### Logos

Logo de l'Angers BC 49.
EOSL - Jusqu'en 2017 .
ABC - Jusqu'en 2017.
EAB - Depuis 2017

## Saison

### Historique des entraîneurs
| Rang | Nom                  | Période              |
| ---- | -------------------- | -------------------- |
| 1    | ?                    | 1982-1989            |
| 2    | Thierry Chevrier     | 1989-2000            |
| 3    | François Steinebach  | 2000-2001            |
| 4    | Bertrand Van Butsele | 2001-janv. 2004      |
| 5    | Jerry Line           | janv. 2004-nov. 2004 |

| Rang | Nom               | Période              |
| ---- | ----------------- | -------------------- |
| 6    | Olivier Le Minor  | nov. 2004-janv. 2007 |
| 7    | Mickaël Hay       | janv. 2007-2010      |
| 8    | Jacky Périgois    | 2010-2012            |
| 9    | Vincent Lavandier | 2012-2017            |
| 10   | Laurent Buffard   | 2017-2021            |

| Rang | Nom             | Période         |
| ---- | --------------- | --------------- |
| 11   | Sylvain Delorme | 2021-2022       |
| 12   | Ali Bouziane    | 2022-avril 2024 |
| 13   | John Delay      | avril 2024-     |

### Joueurs emblématiques
- Sylvain Delorme
- Ahmed Fellah
- Mickael Hay
- Romain Hilotte
- Éric John
- Ahmadou Keita
- Christophe Lion
- Youcef Ouldyassia
- Christophe Oyié
- Hugo Suhard
- Abbas Sy
- Xavier Wallez
- Graylin Warner
- Thierry Zaïre
- Rimas Kurtinaitis
- Andrius Ragauskas
- Ron Anderson
- John Best
- Jim Galla
- Scott Emerson
- Heshimu Evans
- Mike Doyle
- Terrence Duhram
- Forrest McKenzie
- Mike Ratliff
- Graylin Warner